# Mamma Mu hittar hem
Mamma Mu hittar hem är en svensk animerad familjefilm från 2022. Filmen är regisserad av Christian Ryltenius och Tomas Tivemark, med manus skrivet av Peter Arrhenius. I rollerna ser vi Rachel Mohlin, Johan Ulveson och Tiffany Kronlöf.
Filmen hade som utgångspunkt att ha premiär 11 februari 2022, men på grund av Covid-19-pandemin blev premiären framflyttad till 9 september 2022.

## Handling
När en världsvan stork dyker upp på gården får Mamma Mu anledning att ifrågasätta vad som egentligen är ett hem.

## Rollista
- Rachel Mohlin – Mamma Mu
- Johan Ulveson – Kråkan
- Tiffany Kronlöf – Storken
- Lo Ericsson – Lina
- August Tivemark – Lillebror
- Tomas Tivemark – Bonden